# Comté de Keith
Pour les articles homonymes, voir Keith.
Le comté de Keith est un comté de l'État du Nebraska, aux États-Unis. Son siège est la ville de Ogallala.